# Duguetia manausensis
Duguetia manausensis är en kirimojaväxtart som beskrevs av Paulus Johannes Maria Maas och Boon. Duguetia manausensis ingår i släktet Duguetia och familjen kirimojaväxter. Inga underarter finns listade i Catalogue of Life.